# جوان و زیبا (فیلم ۱۹۳۴)
جوان و زیبا (انگلیسی: Young and Beautiful) فیلمی در ژانر کمدی رمانتیک به کارگردانی جوزف سانتلی است که در سال ۱۹۳۴ منتشر شد. از بازیگران آن می‌توان به ویلیام هاینس، جودیت آلن و جوزف کاوتورن اشاره کرد.